# Davide Formolo
Davide Formolo (Negrar, 25 ottobre 1992) è un ciclista su strada italiano che corre per la Movistar Team. Ha caratteristiche di passista-scalatore, ed è professionista dal 2014. Nel 2019 si è laureato campione italiano in linea.
È soprannominato “Roccia”.

## Carriera
Gareggia nella categoria Allievi dal 2007 al 2008, e tra gli Juniores dal 2009 al 2010, sempre con l'Unione Sportiva Ausonia CSI di Pescantina. Esordisce tra i Dilettanti Elite/Under-23 nel 2011 con il team toscano Petroli Firenze: non ottiene successi in stagione, ma si mette in evidenza al Giro Ciclistico Pesche Nettarine di Romagna, conquistando la maglia bianca di miglior giovane e chiudendo al 9º posto assoluto in classifica generale. Nel 2012 si aggiudica la classifica finale del Giro Ciclistico Pesche Nettarine di Romagna e si piazza secondo alla Piccola Sanremo, al Gran Premio Palio del Recioto e nella prova in linea Under-23 dei campionati italiani in Valsugana.
Nel 2013 si aggiudica una tappa e ancora la graduatoria finale del Giro Ciclistico Pesche Nettarine di Romagna, ottenendo anche il secondo posto al Giro della Valle d'Aosta, nel Trofeo Matteotti e nella Coppa Ciuffenna, e il sesto al Tour de l'Avenir; a fine stagione partecipa anche alla prova in linea Under-23 dei campionati del mondo in Toscana.
Nel 2014 esordisce tra i professionisti con il team Cannondale. In giugno si classifica settimo al Tour de Suisse e secondo nella prova in linea dei campionati italiani, sulle strade del Trofeo Melinda, battuto da Vincenzo Nibali allo sprint finale. Coglie un altro secondo posto in luglio, al Gran Premio Industria e Artigianato, vestendo la maglia della Nazionale Elite.
Nel 2015 passa al Team Cannondale-Garmin. In febbraio si aggiudica la classifica giovani alla Volta ao Algarve. Il 12 maggio seguente vince per distacco la quarta tappa, da Chiavari a La Spezia, del Giro d'Italia, ottenendo così il primo successo da professionista; conclude inoltre la corsa come secondo miglior giovane.
Nel 2016 ottiene la prima top ten della carriera in un Grande Giro: si piazza nono alla Vuelta a España vinta da Nairo Quintana, risultando il corridore più giovane tra i primi 20 della classifica. Dopo essere partito come alternativa al compagno Andrew Talansky, grazie alle ottime prestazioni, ottiene infatti la libertà di fare la sua corsa. Durante l'impegnativa 15ª tappa è pronto a seguire Alberto Contador e Quintana che infiammano la corsa fin dall'inizio, offrendo il suo contributo alla buona riuscita dell'azione e piazzandosi settimo sull'impegnativo arrivo in salita di Aramon-Formigal. Successivamente viene convocato da Davide Cassani per i Campionati Europei su strada ma deve accontentarsi del ruolo di riserva.
Nel 2017 non prende il via dell'ultima tappa del Tour of the Alps, nonostante fosse quinto in classifica a 31" da Geraint Thomas, per recuperare in vista della Liegi-Bastogne-Liegi. Proprio alla Doyenne sfiora il successo: attacca da solo sul Saint Nicolas conquistando un piccolo margine di vantaggio ma venendo poi ripreso e superato dal gruppo dei migliori a circa 250 metri dal traguardo. Conclude la corsa al ventitreesimo posto a 14" dal vincitore Alejandro Valverde. Disputa il Giro d'Italia quale capitano della Cannondale. Veste per un giorno la maglia bianca di miglior giovane concludendo terzo tra gli Under-25 e decimo della classifica finale. Ottiene come miglior piazzamento di tappa un sesto posto nella frazione di Bormio vinta da Vincenzo Nibali.
Nel 2019 vince la tappa conclusiva della Volta Ciclista a Catalunya. Il 28 aprile prende parte alla Liegi-Bastogne-Liegi terminando la gara secondo alle spalle di Jakob Fuglsang. A giugno si aggiudica il titolo di campione italiano in linea arrivando in solitaria, dopo una grande azione personale, sul traguardo di Compiano.
Il 2020 vede il passaggio di Formolo al UAE Team Emirates. A inizio stagione prende parte al UAE Tour e conclude la classifica generale all'ottavo posto, vincendo la classifica a squadre con il suo team. Ad agosto prende parte per la prima volta in carriera alle Strade Bianche, gara in cui si classifica al secondo posto. Dopo qualche giorno vince la terza tappa al Critérium du Dauphiné concludendo ventiseiesimo in classifica generale; partecipa poi al Tour de France dovendosi però ritirare all'undicesima tappa dopo una caduta.

## Palmarès
- 2012 (Dilettanti Elite/Under-23, Petroli Firenze Cycling Team, una vittoria)

Classifica generale Giro Ciclistico Pesche Nettarine di Romagna
- 2013 (Dilettanti Elite/Under-23, Petroli Firenze-Wega-Contech, tre vittorie)

2ª tappa Giro Ciclistico Pesche Nettarine di Romagna
Classifica generale Giro Ciclistico Pesche Nettarine di Romagna
Trofeo Learco Guerra
- 2015 (Cannondale-Garmin, una vittoria)

4ª tappa Giro d'Italia (Chiavari > La Spezia)
- 2019 (Bora-Hansgrohe, due vittorie)

7ª tappa Volta Ciclista a Catalunya (Barcellona > Barcellona)
Campionati italiani, prova in linea
- 2020 (UAE Team Emirates, una vittoria)

3ª tappa Giro del Delfinato (Corenc > Saint-Martin-de-Belleville)
- 2023 (UAE Team Emirates, due vittorie)

Coppa Agostoni
Veneto Classic

### Altri successi
- 2015 (Cannondale-Garmin)

Classifica giovani Volta ao Algarve

## Piazzamenti

### Grandi Giri
- Giro d'Italia

2015: 31º
2016: 31º
2017: 10º
2018: 10º
2019: 15º
2021: 15º
2022: 36º
2023: 30º
2025: 45º
- Tour de France

2020: non partito (11ª tappa)
2021: 44º
2024: 72º
- Vuelta a España

2016: 9º
2018: 22º
2019: non partito (7ª tappa)
2020: non partito (18ª tappa)

### Classiche monumento
- Milano-Sanremo

2020: 16º
2021: 33°
2022: ritirato
- Liegi-Bastogne-Liegi

2015: 32º
2017: 23º
2018: 7º
2019: 2º
2021: 16º
2024: 42º
2025: 79º
- Giro di Lombardia

2014: 79º
2016: ritirato
2017: ritirato
2018: 23º
2019: 23º
2021: 69º
2022: 28º
2023: ritirato
2024: 64º

### Competizioni mondiali
- Campionati del mondo

Toscana 2013 - In linea Under-23: 59º